# Hemiglyphidodon plagiometopon
Hemiglyphidodon plagiometopon (Bleeker, 1852) è un pesce osseo appartenente alla famiglia Pomacentridae, unico membro del genere Hemiglyphidodon.

## Distribuzione e habitat
La specie è diffusa nelle zone tropicali dell'Oceano Indiano centrale e dell'Oceano Pacifico occidentale dal mar delle Andamane a ovest alle isole Salomone a est, raggiungendo a nord le Filippine e l'estremo sud della cina mentre a sud arriva alla grande barriera corallina australiana.
Vive nelle zone più riparate delle barriere coralline come le lagune degli atolli o fra i rami dei coralli, in aree ricche di vegetazione algale. 
Si può trovare a profondità fra 1 e 20 metri.

## Descrizione
La colorazione dell'adulto è bruna che sfuma diventando nerastra nella parte posteriore del corpo, nella parte spinosa della pinna dorsale, nella pinna anale e nella pinna caudale. C'è una macchia scura alla base delle pinne pettorali.  La livrea giovanile è molto diversa, giallo arancio nella parte ventrale e posteriore del corpo e grigiastra più o meno scura sulla testa e la parte anteriore del dorso con linee e punti blu sulla parte grigia e, talvolta, una macchia nera bordata di blu sulla pinna dorsale.
Raggiunge i 18 cm di lunghezza.

## Biologia

### Comportamento
È un animale diurno.

### Alimentazione
Si nutre di alghe bentoniche.

### Riproduzione
È una specie ovipara, le uova aderiscono al fondale e vengono sorvegliate dal maschio.